# Hans Kuipers
J.N. (Hans) Kuipers (Meppel, 20 september 1987) is een Nederlandse GroenLinks-politicus en bestuurder. Sinds 28 november 2023 is hij wethouder van Tynaarlo.

## Maatschappelijke carrière
Kuipers doorliep het vwo op het Gymnasium Celeanum in Zwolle en daarna studeerde hij natuurkunde en filosofie aan de Rijksuniversiteit Groningen. Voor beide opleidingen behaalde hij zijn bachelor. Na zijn benoeming als gedeputeerde van Drenthe stopte hij echter met beide universitaire studies.
Tijdens zijn studie was Kuipers werkzaam als freelance docent exacte vakken waarbij hij bijles en examentraining gaf in natuurkunde, scheikunde, wiskunde en biologie. Ook was hij werkzaam als student-assistent aan de Rijksuniversiteit Groningen.
In aanloop naar de Provinciale Statenverkiezingen van 2019 was Kuipers van maart 2018 tot mei 2019 werkzaam als cursusleider van ProDemos bij provincies voor de cursus Politiek Actief. 
Kuipers is voorzitter van de rekenkamer van het Waterschap Drents Overijsselse Delta en penningmeester van de scouting in Meppel en van de GroenLinks afdeling Meppel.

## Politieke carrière
Van 2010 tot 2018 was Kuipers actief in de Meppelse politiek, als duoraadslid, gemeenteraadslid en fractievoorzitter van GroenLinks. Van 2011 tot 2019 was hij actief als commissielid, Statenlid en fractievoorzitter van GroenLinks in de Drentse politiek.
Van mei 2019 tot juli 2023 was Kuipers gedeputeerde van Drenthe. In zijn portefeuille had hij Water (inclusief klimaatadaptatie en -mitigatie), Sociale agenda en vitaal platteland, Wonen, Waterschappen, Regio Groningen-Assen, Zorg en welzijn, Vergunningen, Communicatie, Regionale Uitvoeringsdienst Drenthe (eigenaarsrol), Prolander (eigenaarsrol) en 4e loco-commissaris van de Koning.
Sinds november 2023 is Kuipers wethouder van kunst & cultuur, sociaal domein, onderwijs en sport in Tynaarlo.